# Ignazio Danti
Ignazio o Egnatio Danti (nom de naixement: Pellegrino Rainaldi) va ser un matemàtic i cartògraf italià, del segle xvi.

## Vida

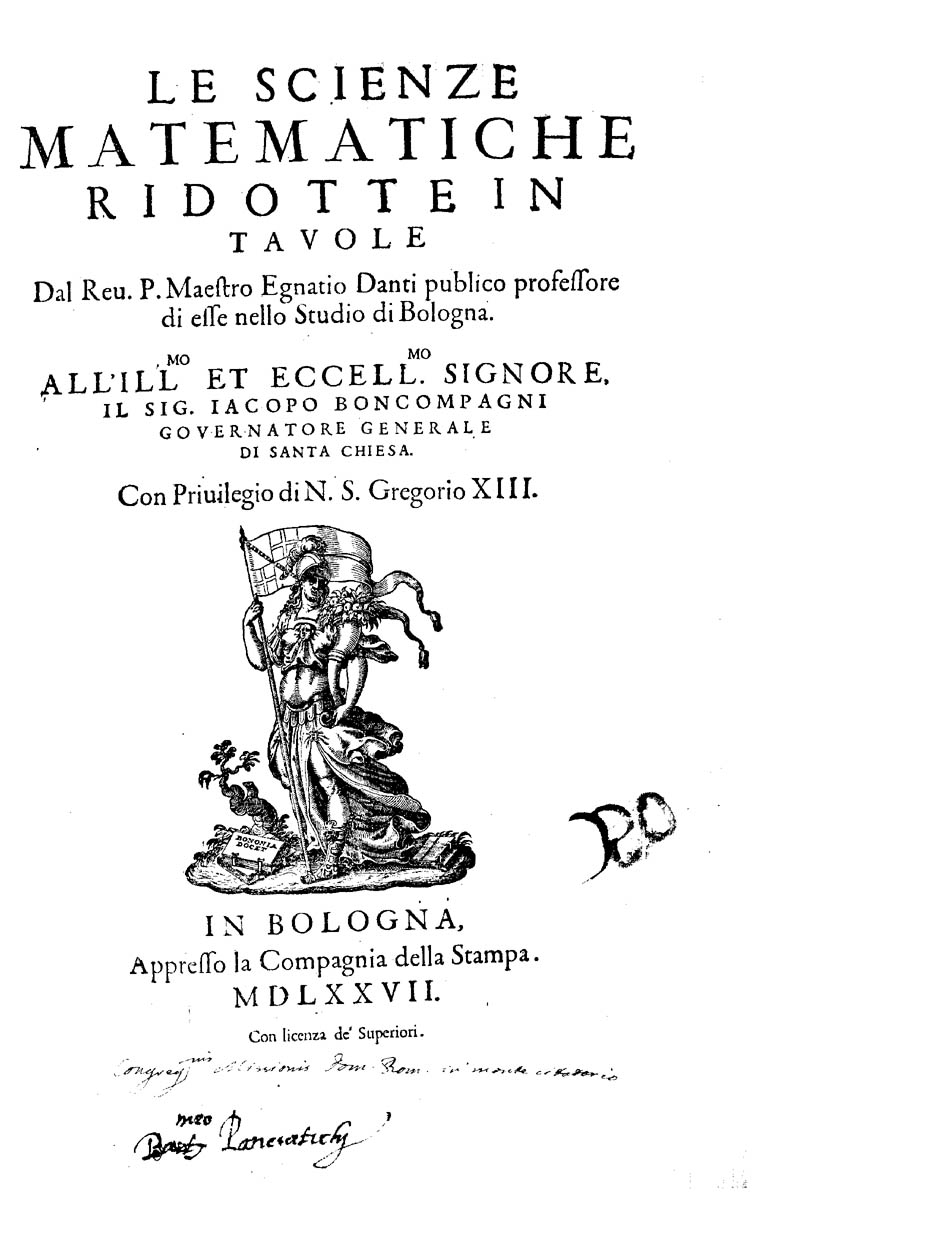

Ignazio Danti va néixer en una família d'artistes amb habilitats matemàtiques; tant el seu pare com el seu avi eren arquitectes i orfebres i tenien com a malnom Danti malgrat tenir com cognom Rainaldi. El seu nom de bateig va ser, doncs, Pellegrino Rainaldi, però a més d'utilitzar normalment el malnom en lloc del cognom, també va canviar el seu nom per Ignazio quan va entrar en l'orde dels dominics. El seu pare i una tia, anomenada Teodora, van ser els seus mestres de petit.
El 1555 va ingressar als dominics i va seguir estudis a la universitat de Perusa, inclinant-se per l'estudi de les matemàtiques, l'astronomia i la cartografia, a més de la teologia que havia d'estudiar com frare dominic.
El seu germà, Vincenzo, sis anys més gran era un escultor reconegut a la cort dels Mèdici. Probablement per això, Cosme I de Mèdici el va cridar a la cort florentina per a ser cosmògraf de la cort A Florència, Danti vivia al convent dominic de Santa Maria Novella on va dissenyar el 1574 l'esfera armil·lar i el gnòmon que es troben a esquerra i dreta de la façana i la coneguda meridiana solar que projecta la llum solar a l'interior del temple.
El 1569, Cosme I, el nomena professor de matemàtiques a la Universitat de Pisa i també continua sent professor dels fills de Cosme I. Després de la mort del duc, Danti és obligat a abandonar Florència el 1575. Se'n va a Bolonya, on el senat l'anomena catedràtic de matemàtiques de la seva Universitat.
El 1580, el papa Gregori XIII el crida per a exercir com cosmògraf pontifici i participarà en els treballs finals de la comissió de reforma del calendari dirigida per Clavius. El mateix papa el nomena bisbe d'Alatri tres anys més tard, càrrec en el qual romandrà fins a la seva mort.
En ser nomenat bisbe el 1583 i abandonar la seva càtedra de Bolonya, Galileo Galilei va sol·licitar la càtedra de matemàtiques, però li va ser denegada pel senat bolonyès, que la va atorgar a Pietro Cataldi.

## Obra

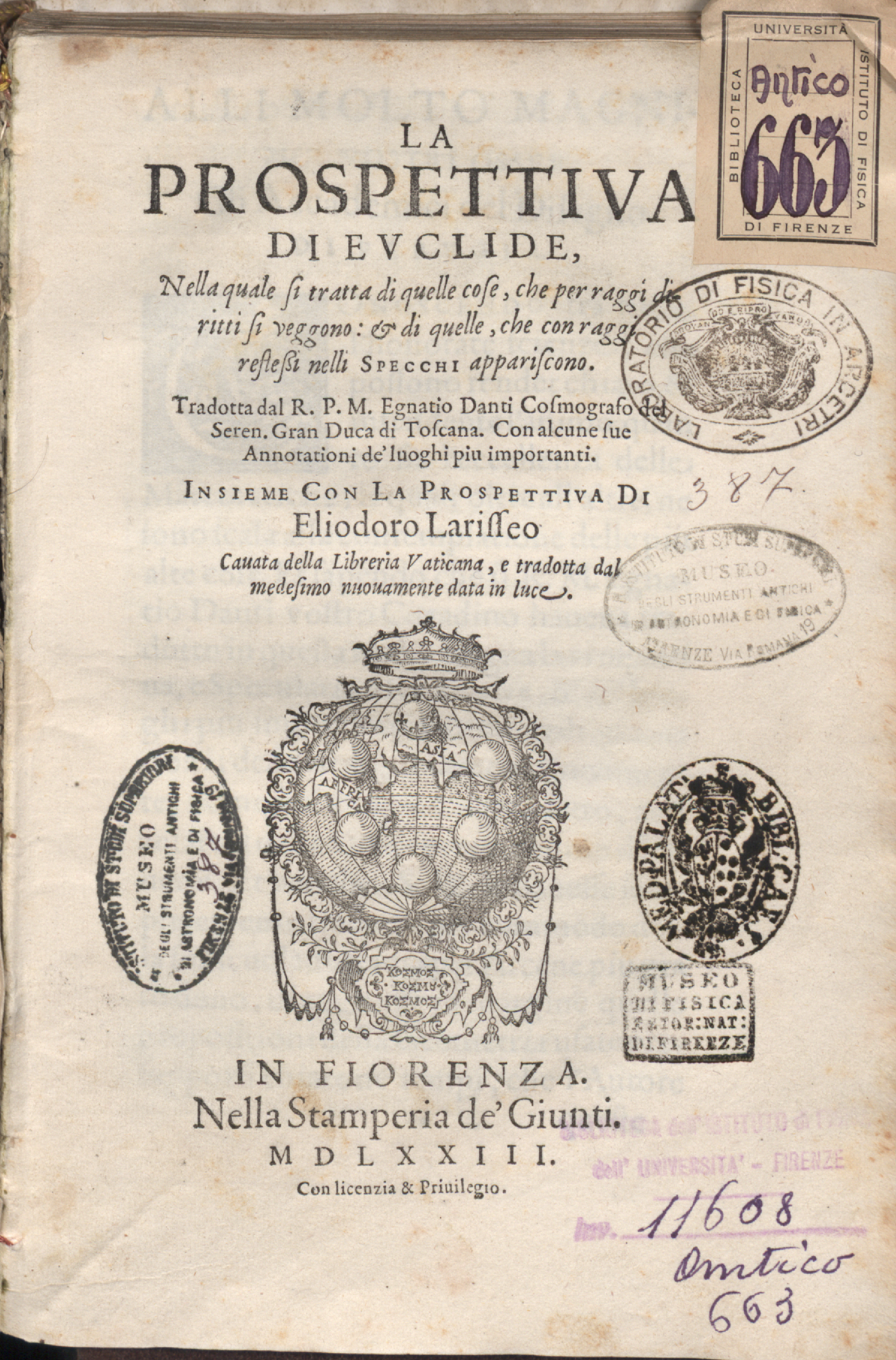
Euclides, Optica, tradotta dal R.P.M. Egnatio Danti

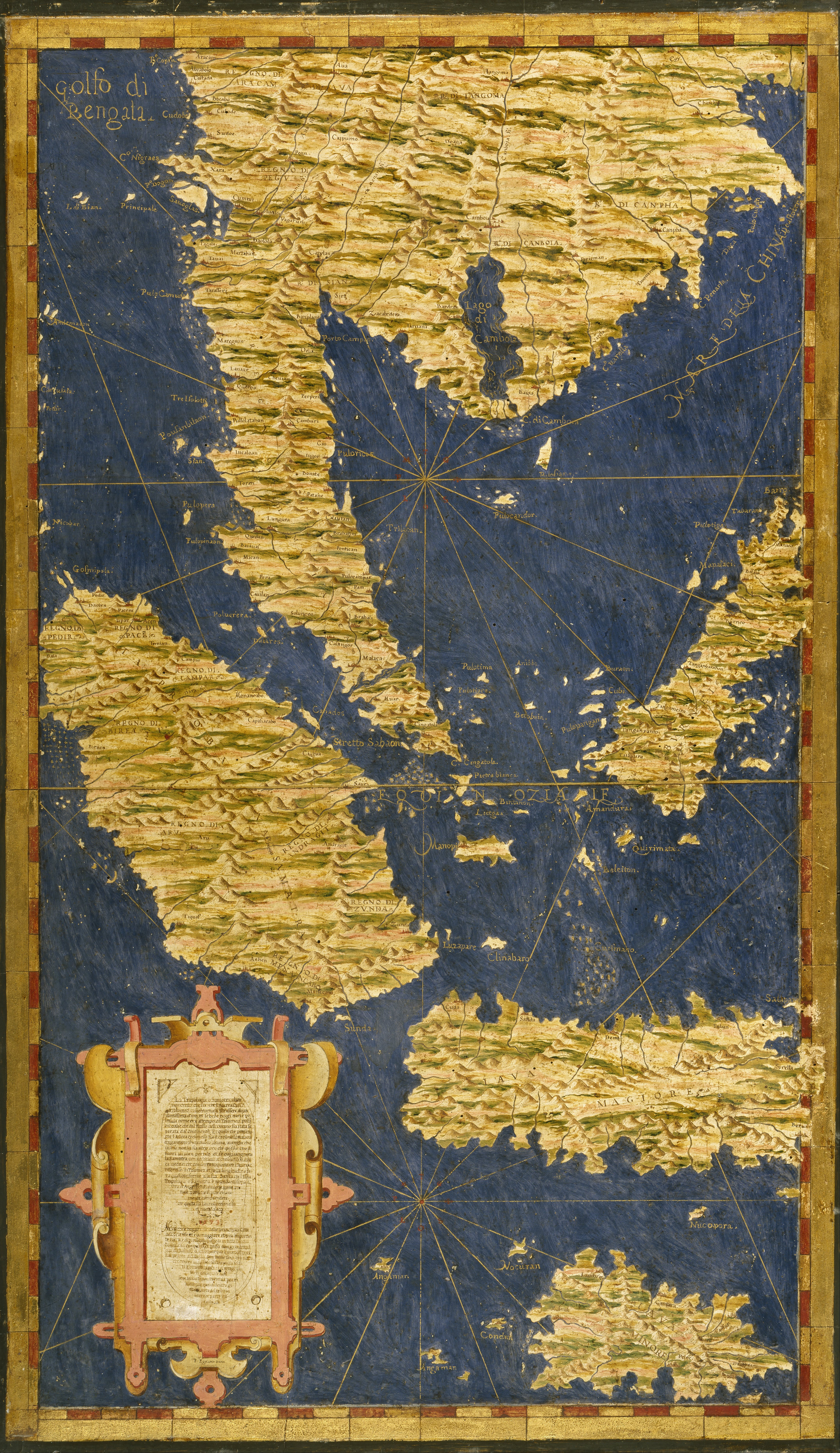
Mapa d'Indoxina i les illes d'Indonèsia (1573). Palazzo Vecchio, Florència

Les obres més conegudes de Danti, són els planells murals dels salons de mapes del Palazzo Vecchio (Florència) i dels palaus vaticans (Roma).
També va escriure els següents llibres:
- 1569: Trattato dell'uso et della fabrica dell'astrolabio con l'aggiunta del planisfero del Rojas
- 1572: La sfera di messer Giovanni Sacrobosco
- 1573: La sfera di Proclo Liceo
- 1573: Trattato dell'vso della sfera
- 1573: La prospettiva di Euclide
- 1576: Vsvs et tractatio gnomonis magni
- 1577: Le scienze mathematiche ridotte in tavole
- 1578: Anemographia
- 1583: Le due regole della prospettiva pratica
- 1586: Trattato del radio latino